# Lazar Bojić
Lazar Bojić (Dobanovci, 1791 — Eszék, 1859. július 17.) tábori lelkész, bibliográfus.

## Élete
Dobanovciban született, tanult Karlovicban és a pesti egyetemen hallgatott filozófiát 1814-15-ben. Azután plébános lett szülővárosában 1818-től 1821-ig és később Radosevič báró ezredében tábori lelkész volt. 1831-ban eszéki parókia adminisztrátora, majd pap Eszéken 1832-ben.

## Munkája
- Pomjátnik mužem u slovensko-serbskom knižestvu slavnim. (Pest), 1815. (A szláv-szerb irodalom hires férfiainak emlékei.)